# Jan Hamáček
Jan Hamáček, né le 4 novembre 1978 à Mladá Boleslav, est un homme politique tchèque, membre du Parti social-démocrate tchèque (ČSSD).

## Biographie

### Situation personnelle
Avant son élection au Parlement, il a travaillé comme conseiller auprès de deux premiers ministres ainsi que comme secrétaire international de son parti.

### Parcours politique
Il est membre de la  Chambre des députés depuis les élections de 2006. Il y a occupé les fonctions de vice-président de la commission des affaires étrangères, a dirigé la délégation tchèque à l'Assemblée parlementaire de l'OTAN et a aussi fait partie de la commission des affaires européennes.
De 2013 à 2017, il est le septième président de la Chambre des députés. Il fut aussi vice-président du Parti social-démocrate tchèque et présida l'organisation chargée des jeunesses de ce parti (Les jeunes sociaux-démocrates). De février 2018 à octobre 2021, il dirige le parti social-démocrate tchèque. Il est également député de 2006 à 2021.
Il est élu président du CSSD en février 2018.
Dans le gouvernement de coalition composé en juin 2018 formé avec le mouvement populiste ANO, il est nommé ministre de l'Intérieur et également ministre des affaires étrangères par intérim. (Miroslav Poche était initialement nommé à ce poste, mais en raison du refus du président Miloš Zeman, Hamáček fut nommé jusqu'à ce que la situation soit réglée).
Le 16 octobre 2018, Tomáš Petříček lui succède officiellement en tant que nouveau ministre des Affaires étrangères.
En août 2018, Hamáček a participé à la négociation de la libération de deux travailleurs d'un groupe humanitaire allemand en Syrie et s'est rendu à Damas pour la passation des travailleurs (la République tchèque est le seul pays d'Europe à entretenir des relations diplomatiques avec la Syrie).
Jan Hamacek a été décoré, conformément au décret du 8 novembre 2012 du président de la République d’Azerbaïdjan, Ilham Aliyev, du Diplôme honorifique du Président de la République d’Azerbaïdjan.